# Parallel or 90 Degrees
Parallel or 90 Degrees ist eine Progressive-Rock-Band, die 1996 aus dem Musikerkollektiv Gold Frankincense and Diskdrive hervorging.

## Geschichte
Andy Tillison und Sam Baine, bis dahin Mitglieder von Gold Frankincense and Diskdrive, arbeiteten zunächst mit wechselnden Musikern zusammen. Mit dem Ausstieg von Gitarrist Guy Manning im Jahr 1996 wurde Parallel or 90 Degrees offiziell gegründet. Im selben Jahr nahmen Tillison und Baine das Debütalbum The Corner Of My Room auf, das sie anfangs über das Internet verteilten. Da dies aufgrund der verwendeten Technik nicht sehr erfolgreich verlief, entschlossen sie sich, für das folgende Album Afterlifecycle eine Band zusammenzustellen.
In wechselnden Besetzungen nahmen Parallel or 90 Degrees in den folgenden Jahren bis 2002 insgesamt fünf Studioalben auf.
Nach der Gründung von The Tangent im selben Jahr lagen die Bandaktivitäten zugunsten des deutlich erfolgreicheren Projekts weitgehend auf Eis, es erfolgten vorerst keine weiteren Aufnahmen oder Veröffentlichungen; erst 2008 erschien die Best-of-Zusammenstellung A Can Of Worms.
Nachdem die Band am 15. Februar 2009 bekanntgegeben hatte, dass sie wieder aktiv sei und erstmals am 9. Oktober des Jahres auf dem UK Summers End Festival in Lydney auftreten werde, veröffentlichte sie im November 2009 nach 7 Jahren wieder ein neues Studioalbum: Jitter.

## Diskografie
- 1996: The Corner Of My Room
- 1997: Afterlifecycle
- 1999: The Time Capsule
- 2000: Unbranded
- 2002: More Exotic Ways To Die
- 2008: A Can Of Worms (Best-of-Zusammenstellung)
- 2009: Jitters